# Thomas Sorsby
Thomas Sorsby (parfois appelé couramment Tom Sorsby) né le 28 octobre 1996, est un joueur de hockey sur gazon anglais et britannique. Il évolue au poste de défenseur ou milieu de terrain au Surbiton HC et avec les équipes nationales anglaise et britannique.

## Carrière

### Championnat d'Europe
- Top 8 : 2019, 2021

### Jeux olympiques
- Top 8 : 2020